# Posiołok Torfopriedprijatija
Posiołok Torfopriedprijatija (ros. Посёлок Торфопредприятия) – wieś w Rosji, w rejonie aleksandrowskim obwodu włodzimierskiego. W 2020 r. liczyła 16 mieszkańców.